# 漆贯荣
漆贯荣（1940年—），男，江苏泗阳人，中国天体测量学家，曾任中国科学院陕西天文台台长、研究员，中国天文学会副理事长。